# Фонтанезия филиреевидная
Фонтане́зия филирееви́дная (лат. Fontanesia phillyreoides) — вид цветковых растений Фонтанезия (Fontanesia) семейства Маслиновые (Oleaceae). Произрастает на юге Европы, в Сицилии и Юго-Западной Азии (Ливан, Сирия, Турция).

## Синонимика
- Fontanesia angustifolia Dippel
- Fontanesia angustifolia Hayne ex Koehne
- Fontanesia phillyreoides var. longifolia Dippel
- Fontanesia phillyreoides var. mediterranea Lingelsh.[4]